# Рейкова війна

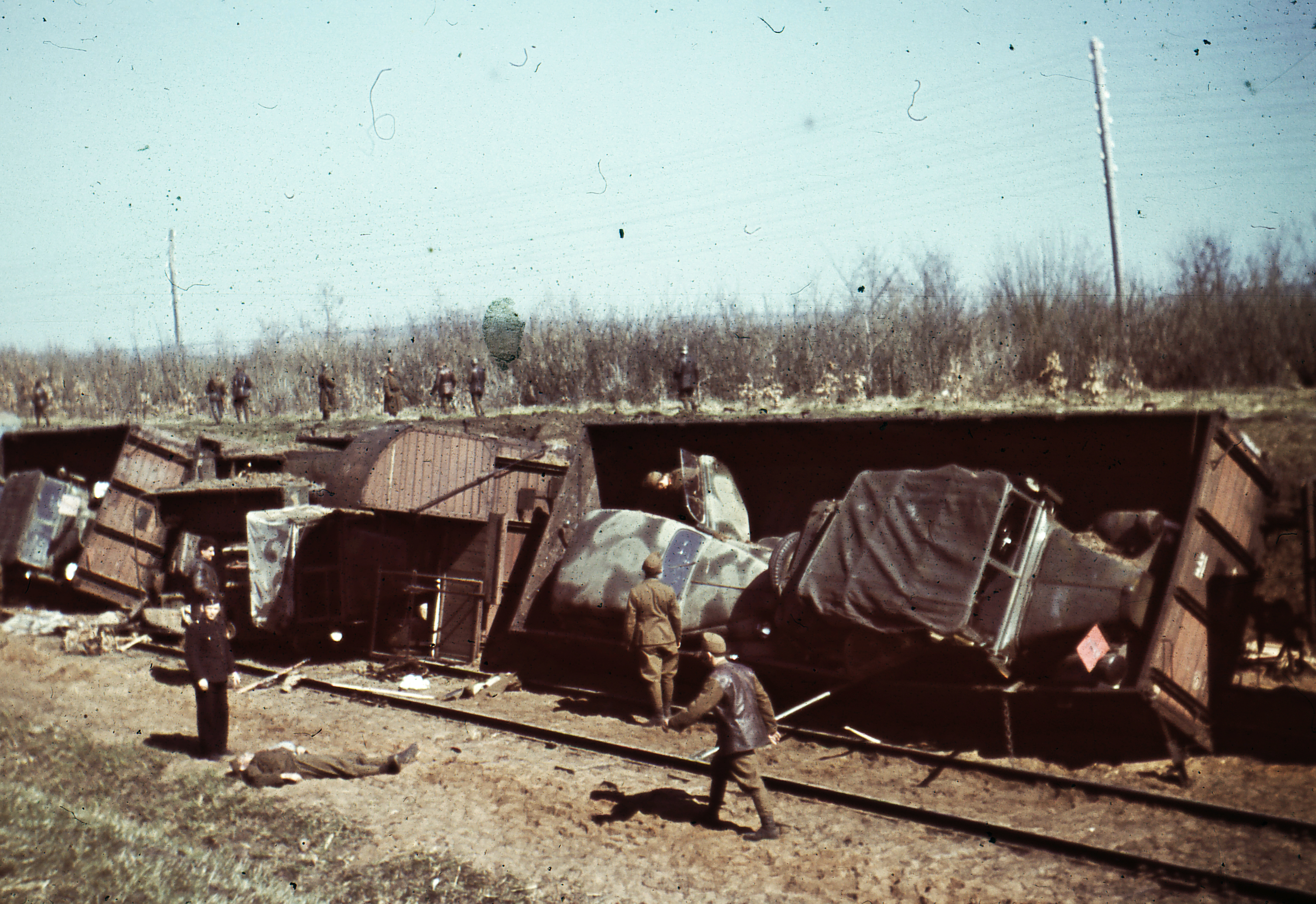
Перекинуті вагони, Росія, 1942 рік

«Рейкова війна» — операція радянських партизанів у період з 3 серпня до середини вересня 1943 в тилу німецьких військ на території Росії, Білорусі та частини України з метою одночасного масового зруйнування залізничного полотна та станційних споруд. Охоплювала територію близько 1 тис. км по фронту й 750 км углиб.
Під час операції, участь в якій брало близько 100 тис. бійців, було підірвано 25 тис. рейок, багато мостів та станційних споруд, що значно ускладнило перегрупування військ противника в період вирішальних битв на Курській дузі. Головним у тактиці партизанів стало руйнування комунікацій. Еріх Кох у донесенні в Берлін «Про диверсії на залізницях на території рейхскомісаріату Україна», наводив такі дані: «У травні-липні 1942 р. на північній залізниці (Брест — Гомель) — 215 диверсій і нападів, на центральній (Ковель — Сарни — Київ) — 282, на південній (Ковель — Рівне — Київ) — 229, на інших — 286. Загалом було 1912 випадків». І пояснював: останні кількості диверсій значною мірою пов'язане з діяльністю банд, які в липні активізувалися і перерізали транспортні лінії".

## Проведення операції
Ініціатором операції «рейкова війна» став П. Пономаренко. На той час лише в Україні загальна довжина основних залізничних комунікацій становила близько 5 тис. км. Щоб убезпечити їх від партизанів, гітлерівці використовували, крім охоронних підрозділів, маршові частини та навіть авіацію. Обабіч залізниць зводили опорні пункти, вирубували ліс, влаштовували огорожі з колючого дроту, закладали міни. Кожен кілометр залізниці основних дільниць пильнували понад два десятки окупантів. Але, попри всі запобіжні заходи, вже в середині 1943 року становище з перевезенням вантажів для німецьких військ ускладнилось. Якщо в травні-червні партизани підірвали 358 ешелонів і 76 мостів, то в липні-вересні — 1528 і 114 відповідно. Пропускна здатність залізниць у зоні дій загонів, що були на зв'язку з УШПР, скоротилася на 72 %.
У доповідній записці в ДКО від 9 липня 1943 р. Центральний штаб, крім висвітлення становища на окупованій території, подав план заходів, спрямованих на подальше руйнування ворожих комунікацій, розрахункові дані, а також порушив (уже вкотре!) питання про матеріально-технічне забезпечення партизанів.
Допомогу було надано, але вона призначалася переважно білоруським партизанам. З 15 липня по 1 жовтня 1943 р. партизани України отримали лише 7 т толу, близько 3 тис. мін, незначну кількість важкого озброєння, 2 тис. гвинтівок, автоматів і кулеметів, 3510 гранат, 800 снарядів, 2 млн патронів.
Відповідно до наказу начальника ЦШПР від 14 липня «Про партизанську рейкову війну на комунікаціях ворога» до операції було залучено 167 з'єднань та бригад, 8 окремих загонів і диверсійних груп загальною чисельністю близько 100 тис. чоловік. Це була величезна партизанська армія, яка згідно з планом повинна була одночасно завдати удару по комунікаціях.
Протягом 1943 р. українські партизани пустили під укіс 3688 поїздів, тобто в 15 разів більше, ніж у 1942 році. Внаслідок цього пропускна здатність, наприклад, дільниці Ковель — Сарни — Коростень знизилася з 26 ешелонів на добу в квітні до 1-2 у жовтні. Дільницю Ковель — Шепетівка — Бердичів партизани понівечили так, що окупанти мусили транспортувати вантажі через Одесу. Протягом 1943 р. ситуація на залізничних магістралях та інших шляхах сполучення стала для окупантів ще гіршою. За даними рейхскомісаріату Україна, внаслідок 482 диверсій чотири залізничні дільниці в січні-квітні не працювали понад 5 тис. годин.
Влітку 1943 р. після відносної тиші на фронті розгорнулася гігантська битва під Курськом. І перший сильний удар по залізницях завдало Чернігівсько-Волинське з'єднання. У розпал Курської битви — з 7 липня до 10 серпня — диверсійні групи з'єднання підірвали 123 ворожі ешелони. Попри всі запобіжні заходи гітлерівців, під час стратегічного наступу радянських військ влітку 1943 р. українським партизанам вдалося надовго паралізувати рух на головних комунікаціях ворога, зруйнувавши залізничні мости й вузли — Шепетівський, Ковельський, Здолбунівський, Коростенський, Сарненський тощо. Вагомий внесок у цю справу мінерів-підривників формувань С. Ковпака, О. Федорова, О. Сабурова, В. Бегми, С. Маликова, І. Шитова, І. Скубка, О. Єгорова, В. Ушакова, В. Чепіги, І. Хитриченка, І. Діброви, Ф. Головача, Ю. Збанацького, П. Дудка, М. Наумова, С. Науменка, М. Таранущенка, Ф. Лисенка, М. Попудренка та інших. Так, підривник Василь Яремчук зі своєю групою пустив під укіс понад 100 ворожих ешелонів. Йому, а також І. Цимбалісту, В. Ренову, Д. Резуто, Б. Калачу, В. Клокову було присвоєно звання Героя Радянського Союзу.
Якщо в першому півріччі було підірвано 403 ешелони, то в другому — 3263, тобто у 8 разів більше. Для забезпечення тилових комунікацій та об'єктів ворог був змушений залучити майже чотирьохсоттисячне військо. «Кількість диверсій на залізничних магістралях чимдалі зростає. Це паралізує роботу всього транспорту й загрожує катастрофою із забезпеченням військ», — ремствував у серпні командуючий військами оперативного тилового району групи армій «Південь».
Дійсно, наявність досвіду і зброї, вдосконалення організаційних структур і тактики бойових дій надавали народним месникам впевненості у своїх силах. Окупанти ж, навпаки, таку впевненість втрачали. Тепер постійна загроза окупаційним органам та військовим підрозділам і навіть маршовим частинам з боку «лісових бандитів» породжувала відверте побоювання і навіть страх. У грудні 1943 р. командир 42-го армійського корпусу в наказі «Про боротьбу проти банд» застерігав: «Військові частини й окремі військовослужбовці… при появі партизанів не поводяться належним чином. Замість того, щоб негайно вступати у бій з ворогом і громити його, вони тікають і просять допомоги. Така поведінка — ганьба для солдата… З цим неподобством годі миритися. Хто надалі ухилятиметься від боротьби, той піде під військовий трибунал як зрадник і боягуз».
Згідно з радянськими джерелами, у вересні 1943 року партизанські загони та з'єднання України, які мали зв'язок з тилом, влаштували за місяць 520 аварій залізничних ешелонів противника.  [Архівовано 4 листопада 2013 у Wayback Machine.]
Протягом 1943 р. українські партизани пустили під укіс 3688 поїздів, тобто в 15 разів більше, ніж у 1942 році. Внаслідок цього пропускна здатність, наприклад, дільниці Ковель — Сарни — Коростень знизилася з 26 ешелонів на добу в квітні до 1-2 у жовтні. Дільницю Ковель — Шепетівка — Бердичів партизани понівечили так, що окупанти мусили транспортувати вантажі через Одесу. "…Статистика довела перевагу радянської мінної техніки, — писав англійський історик Б. Хольмстон. — Цифри, страшні цифри втрат, є історичним свідченням бойових успіхів партизанів на мінному терені… Міни були вирішальною тактичною зброєю «малої війни».